# Tiernowskij (obwód woroneski)
Tiernowskij (ros. Терновский) – osiedle w Rosji, w obwodzie woroneskim, w rejonie nowochopiorskim. W 2010 liczyło 794 mieszkańców.